# Zeltnera nevadensis
Zeltnera nevadensis är en gentianaväxtart som först beskrevs av C.R.Broome, och fick sitt nu gällande namn av G.Mans.. Zeltnera nevadensis ingår i släktet Zeltnera och familjen gentianaväxter. Inga underarter finns listade i Catalogue of Life.